# Атинска агора
Древната агора на Атина от класическия период е най-известният пример на древногръцка агора. Разположен е на северозапад от Акропола и граничи на юг с хълма на Ареопага и на запад с хълма Колонос (Agoraios Kolonos), известен също като Пазарния хълм. Основното предназначение на агората е било за търговия и публични събирания. 

## История
Археологическите данни показват, че мястото е населено от хората по време на късния неолит, около 3000 г. пр. Хр. Намерени са парчета керамика в кладенци и ями. По време на по-късния еладски и микенски период (1550 – 1100 г. пр. Хр.) и желязната епоха (1100 – 700 г. пр. Хр.) тук е имало гробище отначало с гробници-толоси и камерни гробници и по-късно със седящи погребения или погребения в ями. Имало е малко селище по време на геометричния период. По мнението на много изследователи, решението тук да бъде градският площад е взето през VI век пр. Хр. по времето на Солон..

## Сгради и структури
На агората се намирали Толосът – кръгла постройка, където се хранели пританите и официалните гости и в която се пазело свещеното огнище на града; булевтерионът, където заседавал Съветът на Петстотинте; храмът на Аполон Патроос; храмът на Великата майка, построен в края на V в. пр. н. е. на мястото на първия булевтерион; стоа на Зевс Елевтериос, наричан също Царският портик. На известно разстояние на изток се издигал олтарът на Дванадесетте богове. Към средата на V в. пр. н. е. на хълма започнали строеж на храма на Хефест. Пред булевтериона се издигали статуите на херосите-епоними на филите. В центъра на площада скулптурната група на Тираноктоните (тираноубийците) от Антенор и по-късно скулптура от Критий и Незиотес заемали мястото, където по времето на Пизистрат ставали тържествата по случай Големите Дионисии. На юг се издигали сградата на едно съдилище, един портик и две чешми, на север – „Шареният портик“ (Стоа Пойкиле), чиято вътрешност била украсена с картини от Микон („Амазономахия“), от Полигнот („Обсадата на Троя“) и от Панен (или Панайнос) („Битката при Маратон“).

## Археологически разкопки
Археологическите разкопки на агората са започнати през 1931 г. от Американската школа за класически изследвания в Атина (на английски: American School of Classical Studies at Athens, ASCSA) и продължават и до наши дни 
През 1950-те години в източния край на агората е реконструирана Стоата на Атал от елинистичния период и днес служи за музей и като място за офиси и съхранение на екипа археолози.
Разработен е виртуален модел – съвместно дело на ASCSA и фондацията Foundation of the Hellenic World, който може да се наблюдава с различни методи (3d видео, VR представление в реално време, Google Earth 3d модели).

## Музей на древната агора
Музеят на древната агора се намира в Стоата на Атал, реконструирана сграда от около 150 г. пр.н.е. Характерната черта на музея е, че всички експонати са тясно свързани с Атинската демокрация, защото агората била фокусът на обществения живот на града.
Стоата, построена от Атал II Филаделф, е открита по време на разкопки на Агората, ръководени от Гръцкото археологическо дружество между 1859 и 1902 г. През 1953 – 1956 г. е реконструирана, за да съхранява находките. През 1957 г. гръцката държава поема отговорност за управлението и сигурността на музея и археологическата площадка.
Колекцията на музея включва:
- находки от кладенци, наноси, погребения, работилници и светилища (IV хилядолетие пр.н.е. – 7 век пр.н.е.)
- глинени, бронзови, костни, стъклени изделия и изделия от слонова кост (6 век пр.н.е. – 3 век)
- скулптури (6 век пр.н.е. – 3 век пр.н.е.)
- монети (6 век пр.н.е. – 1831 г.)
- керамика (6 век пр.н.е. – 6 век)
- надписи (5 век пр.н.е. – 2 век)
- предмети от обществения живот (5 – 2 век пр.н.е.)
- глинени лампи (7 век пр.н.е. – XI век)
- предмети, намерени в дълбоки кладенци (10 – 1 век пр.н.е.)
- керамика от византийския период и турската окупация (10 – 12 и 17 век)
- колекция от амфори (6 век пр.н.е. – византийски времена)
- скулптури от перистила на стоата (5 век пр.н.е. – 3 век)
- скулптури и архитектурни части от горната стоа.

Най-важни в експозицията са:
1. Арибал
2. Клепсидра
3. Остракони (късове от глинени съдове)
4. бронзов щит с надписи
5. бронзова глава на Нике: Главата на Нике някога била покрита със златни и сребърни листа, а очите били вмъкнати; датира се към 425 г. пр.н.е.
6. Крилатата Нике: тя била акротерий на Стоата на Зевс Елевтерион; датира се към 415 г. пр.н.е.
7. статуя на Нереида
8. Атински закон за демокрация
9. Аполон Патроос
10. мраморен клеротерий.